# Bunschoten

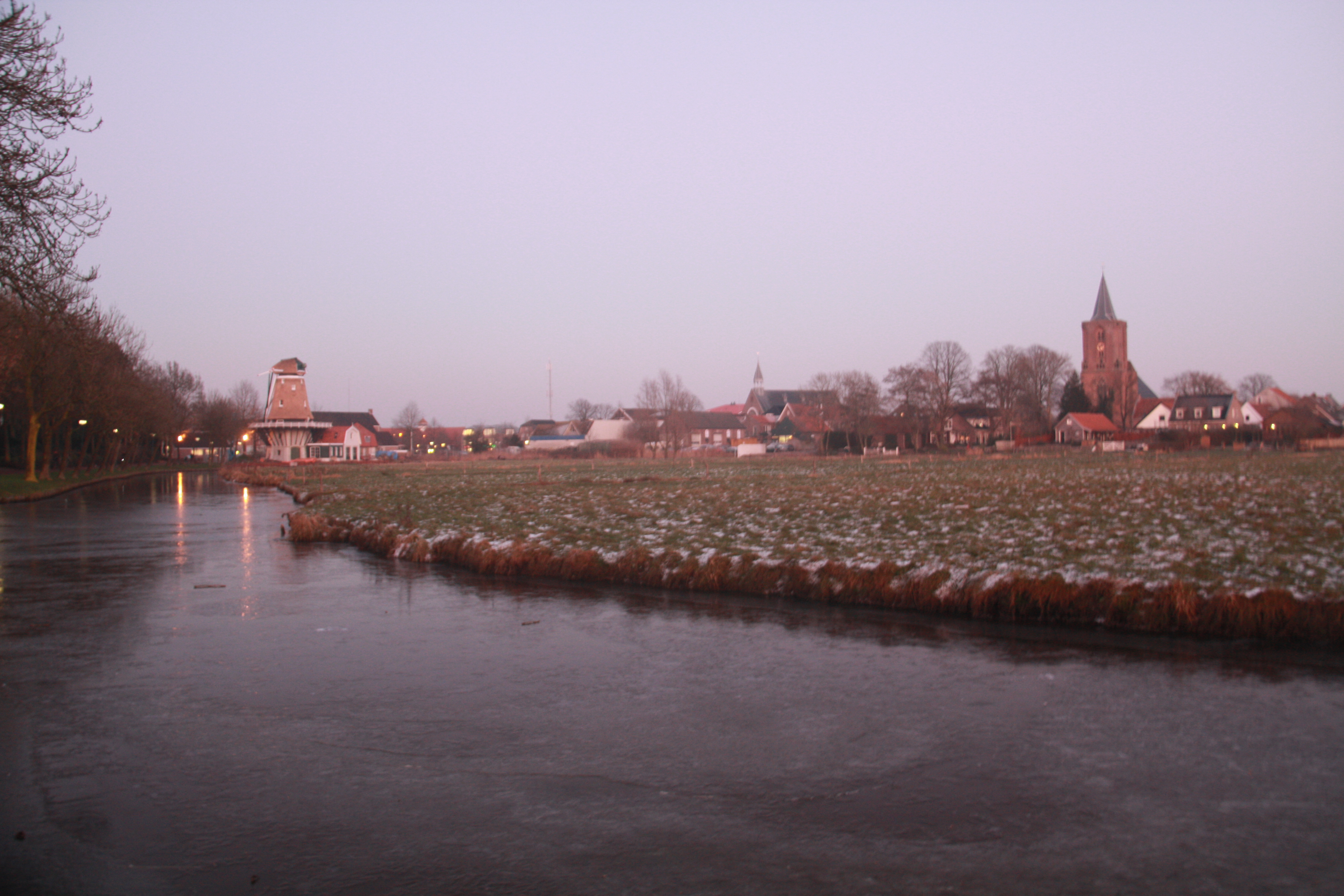
De Hoop vid Bunschoten.

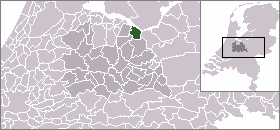
Lägeskarta

Bunschoten är en kommun i provinsen Utrecht i Nederländerna. Kommunens totala area är 34,88 km² (där 4,38 km² är vatten) och invånarantalet är på 19 481 invånare (2005).